# Jean von Wallvijk
Jean von Wallvijk, född den 17 november 1710, död den 27 september 1776 på sin gård Bisslinge i Uppland, var en svensk greve och riksråd.
Liksom sin far, Johan Wallwik, vilken 1718 adlats med namnet von Wallvijk, tjänade Wallvijk en tid i Kammarrevisionen, där han 1747 blev assessor och 1749 råd, men 1756 utnämndes han till statskommissarie och bidrog som sådan verksamt till att vinna Statskontoret för mösspartiets ekonomiska grundsatser. Sannolikt var detta orsaken till, att han vid partiskiftet 1765 blev riksråd. Under de strider, som ledde till Adolf Fredriks tronavsägelse 1768, sökte han emellertid inta en medlande ställning, och sedan kungen genom sin avsägelse framtvungit riksdagskallelse, ställde han sig öppet på hovets sida. Till belöning därför bibehölls han i rådet, då hans förra meningsvänner inom detta störtades 1769, samt blev 1770 friherre och 1771 greve. När mössorna vid 1771–1772 års riksdag åter kom till makten, slöt han sig dock ånyo till dem och räddade därigenom ännu en gång, vid 1769 års rådkammares fall, sin riksrådsvärdighet. Men efter 1772 års revolution avskedades Wallvijk den 22 augusti jämte alla de övriga mössriksråden. Under revolutionsdagen skall Wallvijk ha varit den av rådet, som först märkte konungens förehavande, och med följande ord meddelat sin upptäckt åt de övriga riksråden, som höll på att justera sitt beslut om åtgärder till kväsande av revolutionen i Kristianstad: "Gode Herrar, Kongl. Maj:t justerar vårt protokoll nere i högvakten; han spar oss besväret och vi kunna sluta". Detta infall berättas ha varit orsaken till, att Gustav III gav Wallvijk plats i den nya rådkammare, som han upprättade samma dag som den gamla upplöstes. Wallvijk blev där utan all betydelse.